# Профсъюзен интернационал
Профсъюзният интернационал, известен още като Червен интернационал на профсъюзите и Профинтерн, е международно обединение на левите профсъюзи, съществувало до 1937 г.
Основан е през юли 1921 г. в Москва. В него участват профсъюзи, останали извън реформисткия Амстердамски интернационал на профсъюзите от СССР, България (представена от ОРСС), Франция, Австрия, Белгия, Нидерландия, Чехословакия, Китай, Чили и др. В работата му участват и опозиционните групи от някои реформистки синдикати.
Сред ръководителите му са испанецът Андрес Нин, руснаците Михаил Томски и Соломон Лозовски. Централното бюро е със седалище Москва, отрити са още 4 задгранични бюра – централноевропейско (Берлин), балканско (София), латинско (Париж) и британско (Лондон).
Профинтернът работи за разпространение на марксистки идеи сред работниците и за отвоюване на социални права от капитала. Обявява се против подготовката на Втората световна война.
Многократно отправя послания за обединение до Амстердамския интернационал на профсъюзите, които остават неприети.
Двама от ръководителите му – Нин и Томски, загиват вследствие на чистката в СССР през 1937 г., което предразполага закриването на обединението.